# Guido Castelnuovo
Guido Castelnuovo   (Venècia, 14 d'agost de 1865 - Roma, 27 d'abril de 1952) va ser un matemàtic italià.

## Vida i obra
Nascut en una família jueva, el seu pare va ser un famós escriptor de novel·les, a més de director de l'Escola Superior de Comerç. Va estudiar a la universitat de Pàdua en la qual es va graduar el 1886, essent deixeble de Giuseppe Veronese. Després d'un curs a Roma fent un postgrau, Castelnuovo va ser nomenat assistent d'Enrico D'Ovidio a la universitat de Torí. Aquí va conèixer Corrado Segre qui, no solament es va convertir en un gran amic, sinó que també el va introduir en la recerca en el camp de la geometria birracional.
L'any 1891 va ser nomenat catedràtic de geometria analítica i projectiva de la universitat de Roma La Sapienza a la qual va arribar l'any següent un jove Federigo Enriques amb qui establirà una col·laboració científica que durarà més de deu anys. Castelnuovo es va retirar l'any 1935. A partir de 1938 va patir les polítiques antisemites del govern feixista de Mussolini. Durant el temps de l'ocupació alemanya va haver, fins i tot, d'amagar-se per evitar la deportació, però malgrat això va reeixir en organitzar cursos per a joves jueus que no podien accedir a la instrucció reglada per les lleis antisemites.
En alliberar-se Roma el 1944, Castelnuovo, amb gairebé vuitanta anys, va ser nomenat comissionat del Consiglio Nazionale delle Ricerche, un organisme que pretenia recuperar la recerca científica, totalment devastada per la guerra i els anys de govern feixista. El 1946 va ser nomenat president de l'Accademia dei Lincei i el 1949 senador vitalici de la República italiana.
Tot i que la part més important de la obra de Castelnuovo va ser en geometria algebraica, desenvolupant el model establert per Noether i Brill en el seu clàssic llibre de 1874, també va fer aportacions en altres branques de les matemàtiques com la teoria de la probabilitat. A partir del curs 1923-24, també va començar a donar unes classes de matemàtiques complementàries, adreçades fonamentalment a futurs professors de matemàtiques.